# Ikarus 255
Az Ikarus 255 egy az Ikarus gyár által 1970-ben – elővárosi testvértípusával az Ikarus 266-ossal együtt – kifejlesztett távolsági autóbusz volt.

## Előzmények
Mind az Ikarus 255-ös, mind pedig testvértípusa, a 266-os egy és ugyanazon körülmények között lett kifejlesztve. Már a 200-as család korai szakaszában az Ikarus két gyártelepe (Mátyásföld és Székesfehérvár) között ellentét alakult ki abban a kérdésben, hogy szükség van-e egy olcsóbb kategória létrehozására a szérián belül. A budapesti gyáregység azzal érvelt, hogy a járművek csak fölöslegesen rontanák a 200-as család megbecsülését, színvonalát. Míg a vidéki gyár azzal kardoskodott, hogy igény mutatkozik olcsóbb, egyszerűbben karbantartható buszokra a klasszikus 250–260–280 triumvirátus mellett. Végül is az idő a székesfehérvári gyár szakembereit igazolta, hiszen a 255–266 párosból összesen több, mint 30 000 példány készült el.

## Története
Fejlesztése során a lehető legnagyobb mértékben próbáltak az Ikarus 55-ös alapjain dolgozni, ezzel is csökkentve az anyagi befektetést, ugyanakkor fontos kiinduló elem volt az Ikarus 252-es is. Az első prototípust az 1970-es BNV-n mutatták be. Ez a jármű még konkrétan Ikarus 55-ös fenékvázra épült és egy Csepel D-614-es erőforrás hajtotta. További érdekesség, hogy ez a példány szögletes első lámpával készült.
A típuson jelentős árcsökkentő megoldásokat használtak az Ikarus 250-es és 252-es típusokhoz képest. Így például:
- Csökkentették a csomagtérfogatát azzal, hogy 100 mm-rel alacsonyabbra került a padlószint.
- Az utastér nem kapott légcsatornát.
- Nem voltak beszerelve olvasólámpák.
- Légrugózás helyett laprugókkal szerelték.

Az első 10 darabos széria 1972-ben, még az Ikarus 55-ös üléseit kapta, a későbbiekben pedig a szabványosított darabok kerültek bele.
Bizonyos specifikációkba azonban minden árcsökkentés ellenére is hajlandó volt belemenni a gyár. A jemeni 255.80-as kivitel például alacsonyabb ablakokat kapott, míg a hideg éghajlatra gyártott 255.73 erősebb szigetelést kapott.
Az új modell 800 000 forintba került, mintegy 200 000-rel kevesebbe, mint az Ikarus 250-es, emellett rövid idő alatt vált kiforrott konstrukcióvá, nem is tudni semmilyen komolyabb gyártási hibáról a modellel kapcsolatban.

### Magyarországon
A típus 1973 és 1977 között kezdte el kiváltani a már kiöregedett Ikarus 55-ösöket (az utolsót 1973-ban gyártották) a Volánok kötelékeiben. Ez idő alatt közel 600 buszt vásároltak az említett cégek. Mikor ez megtörtént, az utasok jelentős része minden bizonnyal nem is vette észre a komfort különbséget a 250-es típushoz képest, tekintve, hogy abból csak tized ennyit értékesítettek a korszakban, így a típus valóban közvetlenül az öreg farosokat válthatta az utakon, azokhoz képest pedig minden szempontból pozitív élményt nyújtottak. A modell így rövid idő alatt közkedveltté vált a Volán társaságokkal utazók körében. 1977-et követően a járműveket fokozatosan váltotta fel a légrugós Ikarus 256-os.
Magyarországon a Volánok mellett a közületek is előszeretettel vásároltak a típusból, így például ipari vállalatok, intézmények és a Magyar Honvédség is. Sőt egy időben még a BKV is használt különjárati célból a típusból. Később ezen járművek jelentős része magánkézbe került, és 8-10 éves tervezett élettartamuk ellenére még a 2000-es évek elején is futott belőlük jó néhány példány.
Idehaza összesen 2194 jármű állt szolgálatba a modellből.

### Külföldön

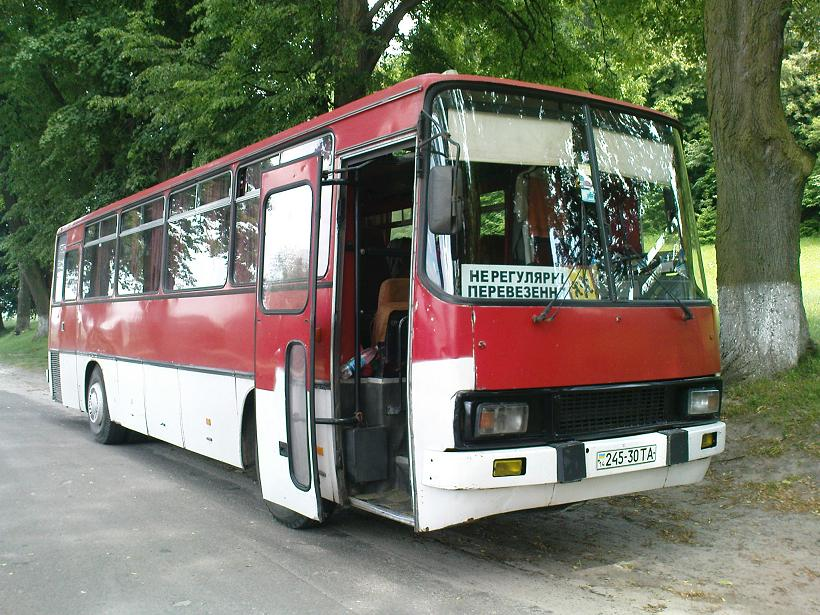
Egy leharcolt ukrán példány

Magyarországon kívül a modell fő felvásárlói a Szovjetunió, illetve az NDK voltak. Előbbibe összesen 16 219, míg utóbbiba 4971 darabot szállított a gyár. A két említett országon kívül a típus eljutott még: Koreába, Irakba, Egyiptomba, Líbiába, Tunéziába, Kínába és az NSZK-ba is.